# لین کاو وست
لین کاو وست (به انگلیسی: Lane Cove West) یک حومه شهر در استرالیا است که در Municipality of Lane Cove واقع شده‌است.